# Vela nos Jogos Olímpicos de Verão de 2012
As competições de vela nos Jogos Olímpicos de Verão de 2012 foram disputadas entre os dias 29 de julho e 11 de agosto na Academia Nacional de Navegação de Weymouth e Portland, em Weymouth e na Ilha de Portland. Dez medalhas de ouro foram concedidas e 380 atletas participarão das competições.

## Calendário
| Julho/Agosto | 25 | 26 | 27 | 28 | 29 | 30 | 31 | 1 | 2 | 3 | 4 | 5 | 6 | 7 | 8 | 9 | 10 | 11 | 12 |
| ------------ | -- | -- | -- | -- | -- | -- | -- | - | - | - | - | - | - | - | - | - | -- | -- | -- |
| Vela         |    |    |    |    |    |    |    |   |   |   |   | 2 | 2 | 2 | 1 |   | 2  | 1  |    |

|  | Dia de competição |  | Dia de final |

## Eventos

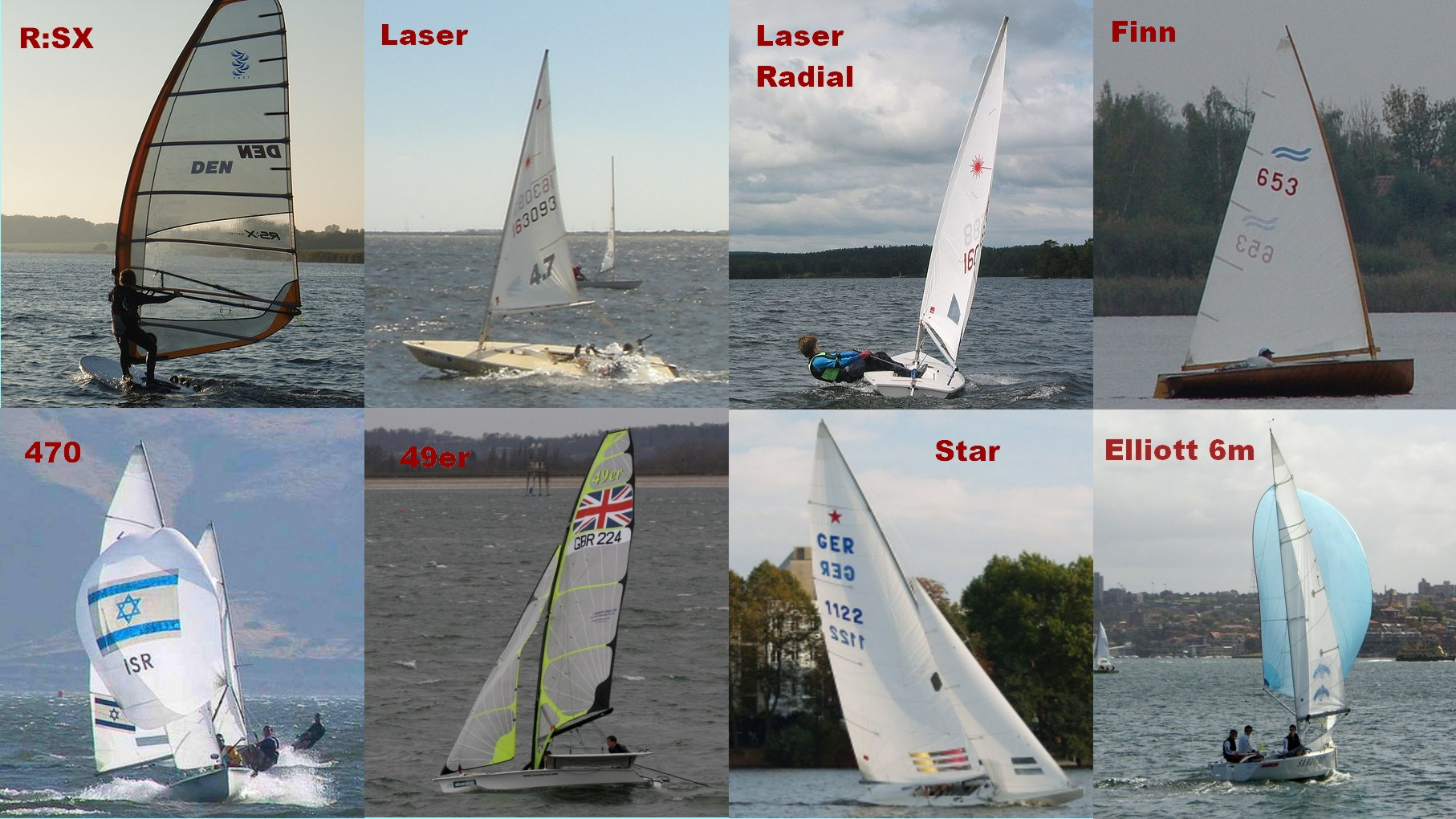
Embarcações da vela disputadas nos Jogos de Londres.

Dez conjuntos de medalhas foram concedidos:
- RS:X masculino
- RS:X feminino
- Laser masculino
- Laser Radial feminino
- 470 masculino
- 470 feminino
- Finn masculino
- Star masculino
- 49er masculino
- Elliott 6m feminino

## Medalhistas
Masculino
| Evento         | Ouro                                        | Prata                                         | Bronze                                          |
| -------------- | ------------------------------------------- | --------------------------------------------- | ----------------------------------------------- |
| RS:X detalhes  | Dorian van Rijsselberghe NED Países Baixos  | Nick Dempsey GBR Grã-Bretanha                 | Przemysław Miarczyński POL Polônia              |
| Laser detalhes | Tom Slingsby AUS Austrália                  | Pavlos Kontides CYP Chipre                    | Rasmus Myrgren SWE Suécia                       |
| Finn detalhes  | Ben Ainslie GBR Grã-Bretanha                | Jonas Høgh-Christensen DEN Dinamarca          | Jonathan Lobert FRA França                      |
| 470 detalhes   | Mathew Belcher Malcolm Page AUS Austrália   | Luke Patience Stuart Bithell GBR Grã-Bretanha | Lucas Calabrese Juan de la Fuente ARG Argentina |
| Star detalhes  | Fredrik Lööf Max Salminen SWE Suécia        | Iain Percy Andrew Simpson GBR Grã-Bretanha    | Robert Scheidt Bruno Prada BRA Brasil           |
| 49er detalhes  | Nathan Outteridge Iain Jensen AUS Austrália | Peter Burling Blair Tuke NZL Nova Zelândia    | Allan Nørregaard Peter Lang DEN Dinamarca       |

Feminino
| Evento                | Ouro                                                     | Prata                                                 | Bronze                                                   |
| --------------------- | -------------------------------------------------------- | ----------------------------------------------------- | -------------------------------------------------------- |
| RS:X detalhes         | Marina Alabau ESP Espanha                                | Tuuli Petäjä FIN Finlândia                            | Zofia Klepacka POL Polônia                               |
| Laser Radial detalhes | Xu Lijia CHN China                                       | Marit Bouwmeester NED Países Baixos                   | Evi Van Acker BEL Bélgica                                |
| 470 detalhes          | Jo Aleh Olivia Powrie NZL Nova Zelândia                  | Hannah Mills Saskia Clark GBR Grã-Bretanha            | Lisa Westerhof Lobke Berkhout NED Países Baixos          |
| Elliott 6m detalhes   | Támara Echegoyen Ángela Pumariega Sofía Toro ESP Espanha | Olivia Price Nina Curtis Lucinda Whitty AUS Austrália | Silja Lehtinen Silja Kanerva Mikaela Wulff FIN Finlândia |

## Quadro de medalhas

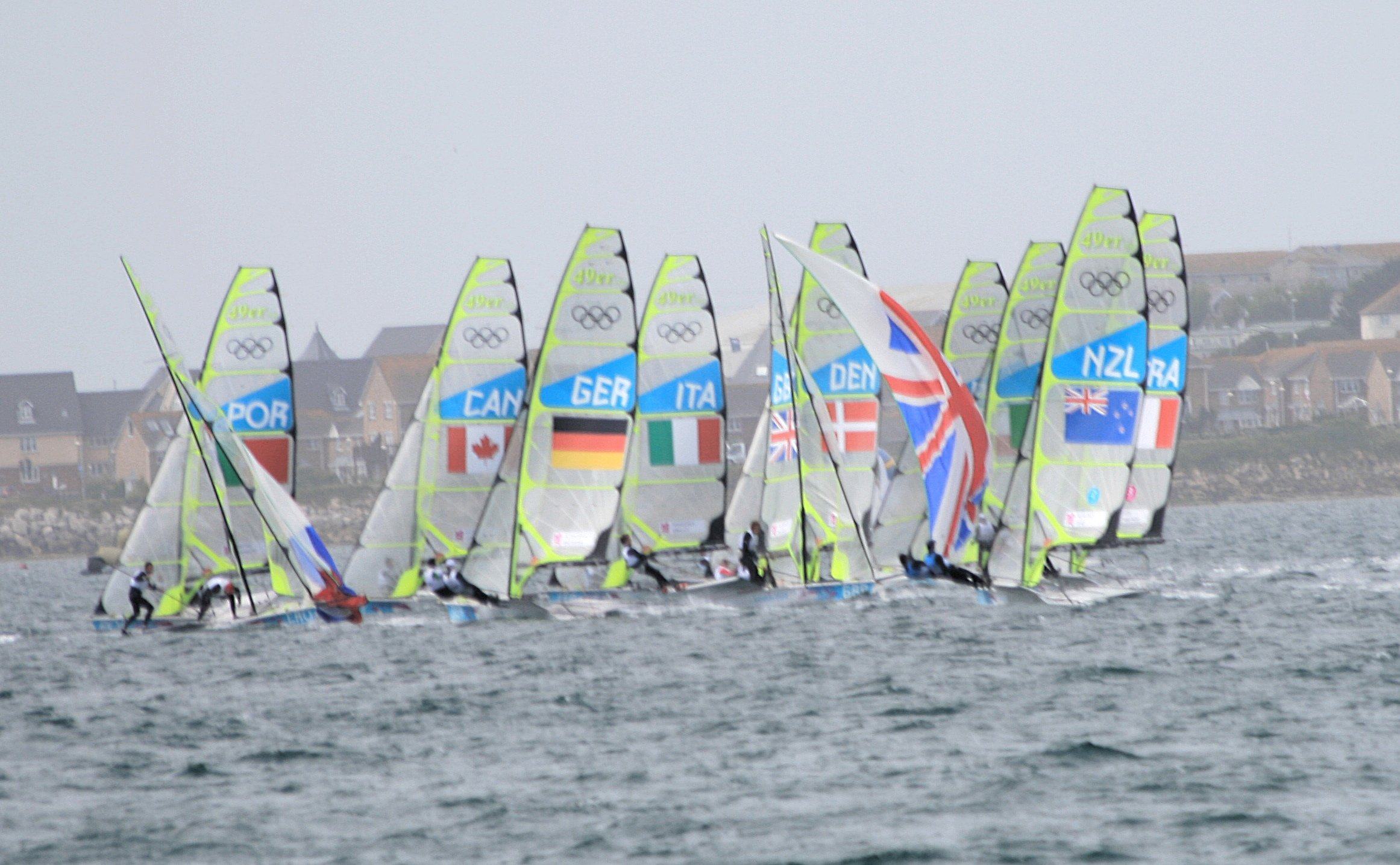
Disputa da classe 49er, onde a Austrália conquistou uma de suas três medalhas de ouro.

| Ordem | País              | Medalha de ouro | Medalha de prata | Medalha de bronze |    | Ordem por total |
| ----- | ----------------- | --------------- | ---------------- | ----------------- | -- | --------------- |
| 1     | AUS Austrália     | 3               | 1                |                   | 4  | 2               |
| 2     | ESP Espanha       | 2               |                  |                   | 2  | 4               |
| 3     | GBR Grã-Bretanha  | 1               | 4                |                   | 5  | 1               |
| 4     | NED Países Baixos | 1               | 1                | 1                 | 3  | 3               |
| 5     | NZL Nova Zelândia | 1               | 1                |                   | 2  | 4               |
| 6     | SWE Suécia        | 1               |                  | 1                 | 2  | 4               |
| 7     | CHN China         | 1               |                  |                   | 1  | 10              |
| 8     | DEN Dinamarca     |                 | 1                | 1                 | 2  | 4               |
|       | FIN Finlândia     |                 | 1                | 1                 | 2  | 4               |
| 10    | CYP Chipre        |                 | 1                |                   | 1  | 10              |
| 11    | POL Polônia       |                 |                  | 2                 | 2  | 4               |
| 12    | ARG Argentina     |                 |                  | 1                 | 1  | 10              |
|       | BEL Bélgica       |                 |                  | 1                 | 1  | 10              |
|       | BRA Brasil        |                 |                  | 1                 | 1  | 10              |
|       | FRA França        |                 |                  | 1                 | 1  | 10              |
| TOTAL | TOTAL             | 10              | 10               | 10                | 30 | —               |